# Central do Brasil, Rio de Janeiro
Central do Brasil är en stadsdel och den viktigaste järnvägsstationen i Rio de Janeiro, Brasilien.

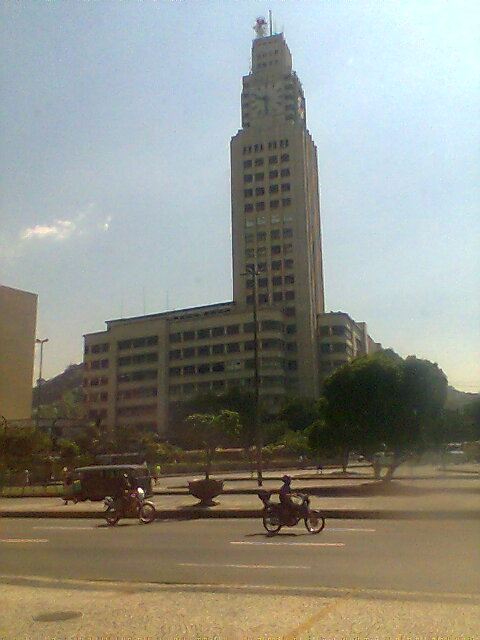
Central do Brasil.

Namnet kommer av järnvägen med samma namn (eg. A Estrada de Ferro Central do Brasil, centrala Brasiliens järnväg) som tidigare var en av Brasiliens viktigaste järnvägslinjer, mellan de tidigare provinserna Rio de Janeiro, São Paulo och Minas Gerais.
Det har gjorts en film som heter Central do Brasil och som i början utspelar sig på stationen.